# 佐々木瑞枝
佐々木 瑞枝（ささき みずえ、1942年10月16日 - ）は、日本の日本語学者・日本語教育者。

## 人物
京都生まれ。東京都立井草高等学校卒、1965年日本大学文理学部英文科卒。ゴールデンステート大学（現・ホノルル大学）大学院修士課程修了。中学・高校の非常勤講師などをへて、1988年山口大学教授、1992年横浜国立大学留学生センター教授、2003年武蔵野大学文学部教授。2009年金沢工業大学大学院工学研究科知的創造システム専攻(ビジネスアーキテクトコース)修士課程修了。2010年釜山外国語大学名誉文学博士。2013年武蔵野大学特任教授。
1997年『日本語ってどんな言葉？』で産経児童出版文化賞受賞。専門は日本語学、日本語教育学、日本文化論、異文化間コミュニケーション論。エコールプランタン日本語教授法講師。

## 著書

### 単著
- 『日本事情　日本について考える素材集』北星堂書店 1987
- 『Japanese naturally… 日本語らしい日本語』研究社出版 1989
- 『留学生と見た日本語』新潮社 1989　のちちくま学芸文庫
- 『Dearあなたへ 日本語教師の見た日本のなかの「世界」』リヨン社 1990
- 『日本語教育の教室から 外国人と見た日本事情』大修館書店 1990
- 『日本語教育日記 指針となる現場からのレポート』アルク日本語ブックス 1992
- 『日本語教師という仕事』ジャパンタイムズ 1992
- 『外国語としての日本語 その教え方・学び方』講談社現代新書 1994
- 『日本事情入門』アルク日本語出版編集部編 アルクの日本語テキスト 1995
- 『日本語ってどんな言葉?』筑摩書房 ちくまプリマーブックス 1996
- 『日本語のイディオム50』北星堂書店 1997
- 『女の日本語男の日本語』筑摩書房 ちくまプリマーブックス 1999
- 『日本語ことはじめ』北星堂書店 1999
- 『女と男の日本語辞典』東京堂出版 2000‐03
- 『生きた日本語を教えるくふう 日本語教師をめざす人へ』小学館 2003
- 『日本語なぞ解きの旅』赤木かん子編 ポプラ社 2008
- 『日本語ジェンダー辞典』東京堂出版 2009
- 『日本語を「外」から見る 留学生たちと解く日本語の謎』小学館101新書 2010
- 『実践日本語教育を学ぶ人のために』世界思想社 2011
- 『9割の日本人が知らない「日本語のルール」』中経出版 2012
- 『日本語教師になりたいあなたへ』小学館 2012

### 共編著・監修
- 『日本社会再考 コミュニカティブ・アプローチを使った中上級用日本語教科書』門倉正美共著 北星堂書店 1991
- 『会話のにほんご』門倉正美共著　ジャパンタイムズ 1996.2
- 『会話のにほんご ドリル&タスク』門倉正美共著　ジャパンタイムズ 1997
- 『すぐに使える上級動詞 英語訳つき』監修・著 升岡香代子、庄野恵子,細井和代,藤尾喜代子,片瓜弓子共著 アルク 2000 アカデミック・ジャパニーズ日本語表現ハンドブックシリーズ
- 『日本語パワーアップ総合問題集』横浜日本語研究会共著 ジャパンタイムズ、2000
- 『会話で覚える形式名詞 英語・中国語・韓国語訳つき』監修・著 渡辺晴世,矢崎理恵,小森和子,奥原淳子共著 アルク 2001 アカデミック・ジャパニーズ日本語表現ハンドブックシリーズ
- 『大学で学ぶためのアカデミック・ジャパニーズ 中・上級者用日本語テキスト』村澤慶昭、細井和代、藤尾喜代子共著　ジャパンタイムズ 2001
- 『違いを覚える上級形容詞 英語訳つき』監修 渡部孝子共著 アルク 2001 アカデミック・ジャパニーズ日本語表現ハンドブックシリーズ
- 『よく使うカタカナ語』監修・著 小田知子,吹屋葉子,家根橋伸子,二宮喜代子,三木千恵,山見智子共著 アルク 2001 アカデミック・ジャパニーズ日本語表現ハンドブックシリーズ
- 『予測してよむ聴読解 現代日本事情に関する38章』監修 嶽肩志江共著 アルク 2001 アカデミック・ジャパニーズ日本語表現ハンドブックシリーズ
- 『例文で学ぶ助動詞 英語・中国語・韓国語訳つき』監修・著 水本光美,池田隆介,福田あゆみ共著 アルク 2002 アカデミック・ジャパニーズ日本語表現ハンドブックシリーズ
- 『大学で学ぶための日本語ライティング 短文からレポート作成まで 中・上級者用日本語テキスト』細井和代,藤尾喜代子共著　ジャパンタイムズ 2006
- 『国語であそぼう!』全5巻 監修 ポプラ社 2013